# Парамонов, Юрий Михайлович
Юрий Михайлович Парамонов (латыш. Jurijs Paramonovs; 28 марта 1938 — 13 июня 2022) — советский и латвийский учёный, профессор Института аэронавтики Рижского технического университета, доктор технических наук, хабилитированный доктор инженерных наук.

## Биография
Родился 28 марта 1938 года в Ленинграде.
В 1955 году окончил среднюю школу (с серебряной медалью), а в 1960 — Рижское Краснознамённое высшее инженерно-авиационное военное училище имени К. Е. Ворошилова (с отличием, по специальности инженер-механик).
Работал там же, в училище, которое было реорганизовано в Рижский институт инженеров гражданского воздушного флота (РИИГВФ), инженером кафедры «Конструкции и прочности летательных аппаратов». Одновременно учился в аспирантуре и в 1965 году защитил кандидатскую диссертацию.
В том же году перешёл в созданный при институте вычислительный центр, вскоре преобразованный в НИИ автоматизированных систем гражданской авиации: руководитель отдела, с 1973 года — заместитель директора по науке.
В 1974 году защитил докторскую диссертацию:
- Планирование и обработка результатов испытаний на долговечность высоконадежных изделий : диссертация … доктора технических наук : 05.13.01. — Рига, 1973. — 317 с. : ил.

После присуждения степени доктора технических наук был избран заведующим кафедрой конструкции и прочности летательных аппаратов РКИИГА, читал курсы «конструкция и прочность летательных аппаратов» для инженеров и «Теория вероятностей и математическая статистика» для аспирантов.
Направления научных исследований:
- проектирование автоматизированных систем, обработка данных магнитного самописца режимов работы воздушного судна в полете для ОКБ им. Ильюшина;
- планирование периодичности осмотров критических силовых элементов планера для ОКБ им. С. В. Ильюшина, ОКБ им. А. С. Яковлева;
- разработка программ усталостных испытаний хвостовой балки вертолета Ми-8 для ОКБ им. М. Ю. Миля.

После ликвидации РАУ в 1999 году — профессор Института аэронавтики Рижского технического университета (до 2012 года — Авиационный институт РТУ), с 2003 года — руководитель профессорской группы института.
Умер в Риге 13 июня 2022 года от инсульта. Похоронен там же на Ивановском кладбище.

## Награды и звания
Заслуженный деятель науки Латвийской ССР (1983). Награждён орденом «Знак Почёта» (1971) и медалями «За доблестный труд» (1970) и «Ветеран труда» (1985).

## Избранные труды
Автор (соавтор) свыше 200 научных публикаций, в том числе 9 монографий.
- Использование методов математической статистики для оценки и обеспечения надежности летательных аппаратов [Текст] : Учеб. пособие / Ю. М. Парамонов. — Рига : [б. и.], 1976. — 212 с.; 20 см.
- Надежность, живучесть и ресурс конструкции летательных аппаратов : [Учеб. пособие для вузов гражд. авиации] / Ю. М. Парамонов. — Рига : Риж. ин-т инженеров гражд. авиации, 1980. — 79 с. : ил.; 20 см.
- Усталостная прочность, живучесть и ресурс воздушных судов ГА : Тексты лекций / Ю. М. Парамонов; Риж. ин-т инженеров гражд. авиации им. Ленинского комсомола. — Рига : РКИИГА, 1988. — 72 с. : ил.; 20 см.